# SimCity
Ne doit pas être confondu avec SimCity (jeu vidéo, 2013) ou Sin City.
SimCity est une série de jeux vidéo débutée par Will Wright en 1989 pour le compte de la société Maxis. Ils mettent en scène des jeux de gestion permettant de créer et modifier des villes.
Alors que Will Wright développe un jeu d'hélicoptère, il prend tellement de plaisir à imaginer les villes en arrière fond qu'il a l'idée de développer SimCity, ce jeu révolutionnaire à l'époque. En effet, il s'agit du premier[réf. nécessaire] jeu vidéo « sans fin », ce qui a posé des problèmes au concepteur pour le produire.
Ces jeux de gestion sont développés sur ordinateur puis pour de nombreuses consoles de jeux.
Le but de ces jeux de gestion est de créer et développer sa ville. Vous êtes un maire à la tête d'un budget qui doit vous permettre d'aménager un terrain vide en agglomérations de toute taille. La combinaison de différents leviers d'action d'urbanisme et de politique génère la construction de logements, industries, bureaux et commerces. Plus la gestion est efficace, plus les constructions générées par le jeu sont prestigieuses. Des erreurs de gestion peuvent entraîner des effets négatifs comme des révoltes, de la pollution, ou l'abandon des constructions.
Il faut s'occuper de la création des différentes zones (résidentielles, commerciales et industrielles), de la distribution d'électricité, de la construction des routes ou encore de la gestion du budget municipal. Avec les dernières versions, on peut également se charger de la distribution d'eau, du traitement des déchets, de la construction des écoles, hôpitaux, réseaux de transports en commun et de tout ce qui fait la richesse de la vie urbaine. Une ville peut avoir une spécialisation (l'extraction, forage, commerce, électronique, tourisme et jeu). Dans la version Simcity 5 Villes de demain (2013), trois nouvelles spécialisations sont ajoutées : OmégaCO, la possibilité de se créer une compagnie, l'académie (qui permet de développer des technologies), et les mégatours, de gros bâtiments pouvant contenir des milliers de gens.
Comme dans la vie réelle, le maire ne peut agir à sa guise. Les administrés peuvent se rebeller, des catastrophes naturelles arriver ou la caisse se vider. Cela permet une durée de vie quasiment illimitée puisqu'aucune ville ne peut être similaire, et le joueur peut ressentir une expérience différente à chaque nouvelle partie.
Le 10 janvier 2008, Bill Simser annonce, sur son blog, le passage du code source de SimCity sous Licence publique générale GNU et le changement de nom du jeu en Micropolis ; le nom SimCity appartenant à Electronic Arts. Don Hopkins a mis le code source disponible gratuitement sur SourceForge.net, et il est désormais possible d'y jouer sur les navigateurs internet, Unix et les ordinateurs Windows plus récents qui ne supportent pas les applications en real-mode (x32 - 16 bits).

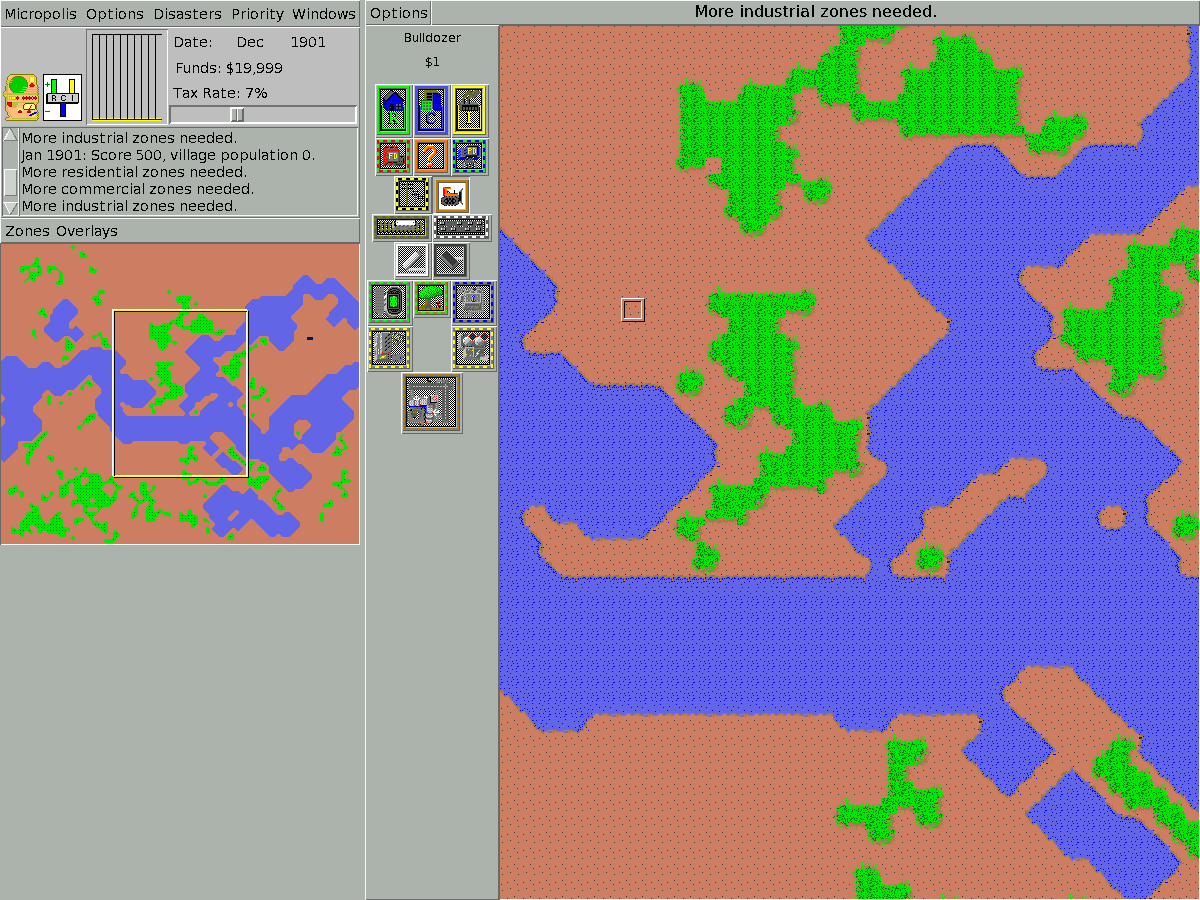
Micropolis

## Les précurseurs théoriques en économie urbaine
D'aucuns pensent que le premier des vrais jeux urbains a été le Monopoly. Pourtant, il faut attendre les années soixante pour voir, à l'instar de Jay W. Forrester, plusieurs universitaires, notamment américains, modéliser le développement urbain. Plusieurs simulations urbaines ont été mises au point - dont certaines ont utilisé l'outil informatique - l'une des plus célèbres étant CLUG (Community Land Use Game).

## Liste des jeux

Logo de SimCity (1989)

- 1989 : SimCity, jeu aux fonctions basiques (en 2D et 16 couleurs).
- 1993 : SimCity 2000, apporte une 3D isométrique (2.5D) et des graphismes nettement améliorés avec l'apparition du relief. Quelques jeux, dont SimCopter et Streets of SimCity utilisent les villes générées par cette version.
- 1999 : SimCity 3000, développement de nouvelles fonctions à gérer. Les assistants prennent une touche « cartoon » (2.5D).
- 2000 : SimCity 3000 (édition mondiale (Europe)/Unlimited (États-Unis)/World Edition), version agrémentée de styles architecturaux du monde entier, ainsi que d'un éditeur pour créer ses bâtiments et scénarios.
- 15 janvier 2003 : SimCity 4, simulation plus poussée avec la gestion d'une région entière et l'interaction de plusieurs villes (2.5D).
- 26 septembre 2003 : SimCity 4: Rush Hour, disque additionnel orienté sur les transports, avec plus de modes de transport ainsi qu'une gestion du trafic et de ses heures de pointe.
- 5 février 2004 : SimCity 4 Deluxe, version intégrant SimCity 4 et son extension Rush Hour.
- 21 juin 2007 (en France) : SimCity DS, portage de SimCity 3000 sur la console portable de Nintendo. SimCity DS 2 lancé au Japon.
- 15 novembre 2007 : SimCity Sociétés, jeu développé par Tilted Mill Entertainment.
- 25 juin 2012 : SimCity Social, jeu communautaire disponible sur Facebook, définitivement supprimé le 14 juin 2013[6].
- 7 mars 2013 : SimCity, le seul nécessitant un compte Origin pour jouer et dont les extensions se téléchargent sur internet.
- 8 décembre 2014 : SimCity BuildIt, sorti sur iOS et Android.

## Historique

### SimCity
La série SimCity est créé plus ou moins par accident par Will Wright, alors qu’il travaille sur son premier jeu commercial, le shoot 'em up Raid on Bungeling Bay en 1984. En effet, au cours du développement, il constate que la conception des villes que survole le joueur avec son hélicoptère est en fait plus amusante que le jeu en lui-même. Il se lance alors dans des expérimentations pour améliorer son outil de création de villes. Il lui applique notamment diverses théories concernant la planification urbaine et y implémente diverses idées issues de ses lectures et en particulier du travail de Jay Wright Forrester sur la systémique. Après une année de développement, Will Wright en tire finalement un nouveau jeu, initialement baptisé Micropolis, mais aucun éditeur n’accepte de le publier. Avec Jeff Braun, il fonde donc Maxis et publie lui-même son jeu, rebaptisé SimCity, en 1989 sur Macintosh et Amiga, puis sur la plupart des autres ordinateurs et sur Super Nintendo.
SimCity concrétise ainsi l’idée d’une simulation de construction de ville et pose les bases du genre des city-builder. Le joueur y incarne en même temps un maire, un urbaniste et un dieu et se voit confier une parcelle de terrains vides, dont la disposition sur une grille est générée de manière procédurale, et d’une palette d’outils de construction inspirée de MacPaint pour construire sa ville. Le jeu débute en 1900 et permet au joueur de placer des zones résidentielles, commerciales ou industrielles qu’il doit relier à des centrales électriques pour les alimenter. Pour favoriser leur développement, il peut ensuite construire des postes de police et de pompiers, des écoles, des parcs, des stades, des routes, des voies ferrées, des ports et des aéroports. Des centrales d'énergie doivent être construites en nombre suffisant pour alimenter la ville au fur et à mesure qu'elle grandit. Les constructions privées (logements, bureaux, industries, commerces) sont générées par le jeu : plus l'attractivité de la ville et du quartier augmente, plus les constructions sont prestigieuses, ou à l'inverse, si l'attractivité décline elles tombent en ruine. Le joueur doit également gérer son budget, en définissant notamment le niveau de taxe, ainsi que le bonheur des habitants. Il peut aussi choisir de laisser se déclencher aléatoirement des catastrophes naturelles sur sa ville, comme des tremblements de terre, des inondations, des incendies, des tornades ou même l’apparition d’un monstre. Le jeu n’a pas d’objectif mais donne au joueur un système et des outils avec lesquels il peut s’amuser. Il aide également à comprendre les contraintes de l’urbanisation en laissant le joueur mettre en pratique ses idées, puis constater si celles-ci fonctionnent ou non. SimCity est une révolution pour l’industrie du jeu vidéo. Il est en effet l’un des premiers jeux de ce type à entrer dans la culture populaire et il est salué aussi bien par la presse traditionnelle, dont The New York Times et The Times, que par la presse spécialisée.
Surfant sur le succès de SimCity, Maxis ne tarde pas à publier des sets de graphismes permettant de modifier l’apparence du jeu pour le transposer à d’autres époques historiques ou à des univers de fantasy ou de science-fiction. Ces derniers ne modifient cependant pas ses mécanismes de jeu, contrairement aux clones de SimCity qui sont publiés dans les années qui suivent comme Moonbase (1990), Utopia: The Creation of a Nation (1991) ou Caesar (1992).

### Première suite et premiers dérivés
Quatre ans après la sortie de SimCity, Will Wright revient au genre qu’il a créé avec SimCity 2000 (1993). Conçu en collaboration avec Fred Haslam, celui-ci est dans la droite lignée de son prédécesseur mais y apporte de nombreuses améliorations. Sur le plan technique, le jeu propose ainsi une vue en perspective isométrique, plutôt qu’une vue de dessus comme dans le premier volet. Il ajoute également de nouvelles dimensions à la simulation ainsi que de nouvelles fonctionnalités. Il supprime notamment le blocage des constructions à des zones de trois cases par trois, ce qui donne plus de liberté au joueur. Il intègre également la gestion des canalisations, du métro, des institutions éducatives, de l’arcologie et des prisons ainsi que de nouvelles sortes de centrales électriques. Il introduit enfin un journal qui informe le joueur des principaux problèmes que rencontre les habitants par l’intermédiaire de sondages, de faits divers et d’articles humoristiques. Le succès de SimCity 2000 donne le ton à une décennie de forte croissance pour le genre qui voit apparaitre des titres qui innovent ou consolident le genre. Le jeu est porté sur la plupart des consoles de l’époque, avec un succès mitigé, et pousse Maxis à en produire une version simplifiée, SimTown (1995), et à faire développer en externe le jeu SimIsle (1995). Dans le premier, le joueur est chargé de gérer une petite ville dans laquelle il peut ajouter des lacs, des prairies et des arbres et construire des trottoirs, des petites entreprises et des maisons. Dans le second, le joueur se voit confier la gestion d’une île tropicale dans laquelle il recrute des agents qui agissent en tant qu’intermédiaire pour développer une ville, explorer la jungle ou réaliser des activités criminelles.

## Jeux similaires
SimCity a notamment inspiré les jeux libres Lincity et OpenCity et les jeux commerciaux City Life et Train City. Ainsi que Cities: Skylines 1 et 2.